# Elaphinis cinereonebulosa
Elaphinis cinereonebulosa är en skalbaggsart som beskrevs av De Geer 1778. Elaphinis cinereonebulosa ingår i släktet Elaphinis och familjen Cetoniidae. Inga underarter finns listade i Catalogue of Life.